# Boldogság Owl városában
A Boldogság Owl városában (eredeti cím: Downtown Owl) 2023-ban bemutatott amerikai vígjáték-filmdráma, amelyet Lily Rabe és Hamish Linklater rendezett. A főbb szerepekben Lily Rabe, Ed Harris, Vanessa Hudgens, August Blanco Rosenstein, Jack Dylan Grazer, Finn Wittrock és Henry Golding látható. A film Chuck Klosterman 2008-as regénye alapján készült.
Világpremierje a Tribeca Fesztiválon volt 2023. június 8-án. Az Amerikai Egyesült Államokban 2024. április 23-án jelent meg. Magyarországon a HBO Max mutatta be 2025. február 1-jén.

## Cselekmény
Az 1983-ban, az észak-dakotai Owl fiktív városában játszódó történet középpontjában három, egymással megfoghatatlanul kapcsolatban álló lakos áll – Horace, egy idős férfi, aki délutánonként a helyi kávézóban a múlt szebb napjait idézi fel, Mitch, egy depressziós középiskolai hátvéd, és Julia, a helyi középiskola angoltanára, aki nemrég költözött Owlba –, akiknek életét a város többi lakójával együtt felforgatja egy hatalmas hóvihar.

## Szereplők
| Szerep        | Színész                  | Magyar hang         |
| ------------- | ------------------------ | ------------------- |
| Julia Rabia   | Lily Rabe                | Ligeti Kovács Judit |
| Horace Jones  | Ed Harris                | Epres Attila        |
| Mitch Hrlicka | August Blanco Rosenstein | Fröhlich Kristóf    |
| Naomi         | Vanessa Hudgens          | Bogdányi Titanilla  |
| Eli           | Jack Dylan Grazer        | Gáll Dávid          |
| Laidlaw edző  | Finn Wittrock            | Szatory Dávid       |
| Vance Druid   | Henry Golding            | Varga Gábor         |
| Rebecca       | Arianna Jaffier          |                     |
| Tina          | Arden Michalec           |                     |

### Magyar változat
- Magyar szöveg: Nyári Patrícia
- Hangmérnök: Büki Marcell
- Vágó: Házi Sándor
- Gyártásvezető: Kablay Luca
- Szinkronrendező: Stern Dániel
- Produkciós vezető: Németh Napsugár

A szinkront az Iyuno Hungary készítette el.

## A film készítése
2012 októberében jelentették be, hogy Adam Scott és Naomi Scott megvásárolta Chuck Klosterman Downtown Owl című regényének jogait egy tervezett filmadaptációhoz, amelyet a Gettin Rad Productions nevű cégük égisze alatt fognak elkészíteni.
2022 áprilisában bejelentették, hogy Lily Rabe, Ed Harris, Vanessa Hudgens, Finn Wittrock és Jack Dylan Grazer csatlakoztak a film szereplőgárdájához. Rabe rendezi és producerként is közreműködik, a forgatókönyvet pedig Hamish Linklater írta. A produkció a Kill Claudio Productions égisze alatt készül Bettina Barrow produceri közreműködésével, míg a Sony Pictures Stage 6 Films felügyeli a gyártást, és a Sony Pictures Releasing felel a forgalmazásért. Bejelentették azt is, hogy T Bone Burnett szerzi a film zenéjét, míg Rebecca Green és Michael Melamedoff társproducerekként dolgoznak a filmen. Másnap kiderült, hogy Henry Golding is csatlakozott a szereplőgárdához.
A forgatás 2022 áprilisában zajlott Minnesotában, többek között Saint Paul, Independence és Elko New Market városokban.